# Abraxas polysticta
Abraxas polysticta är en fjärilsart som beskrevs av Eugen Wehrli 1931. Abraxas polysticta ingår i släktet Abraxas och familjen mätare. Inga underarter finns listade i Catalogue of Life.